# Ben Atiga
Benjamin Alo Charles Atiga, detto Ben (Auckland, 5 maggio 1983), è un rugbista a 15 neozelandese, estremo dell'Edimburgo in Pro12, la cui carriera negli All Blacks è una tra le più brevi in assoluto (meno di sei minuti durante la Coppa del Mondo di rugby 2003 in Australia).

## Biografia
Cresciuto nella formazione provinciale di Auckland, nella quale esordì nel 2002, si impose quasi subito alla ribalta, tanto da venire convocato, tra il 2002 e il 2003, in varie occasioni, nella Nazionale A; a sorpresa il C.T. della Nazionale maggiore John Mitchell lo inserì tra i convocati alla Coppa del Mondo di rugby 2003 come sostituto naturale di Ben Blair, infortunato e inabile a prender parte alla manifestazione e a sua volta promosso a prima scelta dopo la controversa esclusione dagli All Blacks di Christian Cullen.
Atiga esordì nei minuti finali dell'incontro della fase a gironi contro Tonga, per quella che risultò essere la sua unica presenza internazionale, una delle più brevi in assoluto, meno di sei minuti, di cui quattro effettivi di gioco.
Nella stagione successiva esordì in Super Rugby nelle file dei Blues di Auckland, in cui militò fino al 2008; nel 2009 si ritirò per dedicarsi ad altre attività, ma nel 2010 tornò a giocare, dopo aver firmato un contratto per Otago.
Dalla stagione 2012-13 milita negli scozzesi dell'Edimburgo in Pro12, per i quali ad aprile 2012 firmò un contratto biennale.